# 롯데컬처웍스
롯데컬처웍스 주식회사(영어: Lotte Cultureworks)는 대한민국의 영화 회사로, 롯데그룹의 대한민국 내 계열사인 롯데쇼핑주식회사의 자회사이다. 2018년 6월 1일에 기존의 롯데쇼핑 주식회사 시네마사업부문이 분할되는 방식으로 설립됐다.
복합 영화 상영관인 롯데시네마와 OTT 동영상 스트리밍 서비스인 씨츄를 운영하고 있으며, 영화 투자·배급 사업을 롯데엔터테인먼트 명의, 극장 사업을 샤롯데씨어터 명의로 운영하고 있다.

## 역사

### 초기 분할 시도 (롯데시네마 주식회사)
2017년 6월 8일에 롯데쇼핑은 정기 이사회에서 시네마사업부문의 순자산을 새 법인으로 영업 양도(현물출자)하는 방식으로 기업을 분할하기로 결의했다. 이후 2017년 6월 14일에 롯데시네마 주식회사라는 법인을 세우고 같은 해 9월 1일에 롯데쇼핑이 시네마사업부문을 새 법인으로 양도하기로 했으나, 대한민국 법원이 '롯데쇼핑이 별도 법인으로 분리하는 시네마사업본부에 현물출자하는 금액의 기준이 되는 시네마사업본부의 영업권을 너무 높이 평가했다'고 판단해 일정이 연기되었다. 이후 롯데쇼핑이 시네마사업부문의 분할방식을 현물출자 방식에서 물적분할 방식으로 바꾸어 롯데컬처웍스 주식회사를 설립하기로 결의하면서 롯데시네마 주식회사를 해산하기로 했다.

### 롯데컬처웍스 설립
2018년 4월 6일에 롯데쇼핑은 정기 이사회에서 시네마사업부문을 물적분할하는 방식으로 같은 해 6월 1일에 롯데컬처웍스 주식회사를 설립하기로 결의했다. 이후 같은 해 5월 14일에 열린 롯데쇼핑 임시주주총회에서 회사 분할안이 원안 가결됐다.

## 사업
영화관 운영 (롯데시네마)
영화 투자 및 배급 (롯데엔터테인먼트)
OTT 동영상 스트리밍 서비스 운영 (씨츄)영화 스트리밍 서비스의 운영 계획이 처음 언급된 것은 롯데쇼핑이 2018년 4월에 시네마사업부문의 물적분할 결의를 발표할 때이며, 이 때는 같은 해 6월 개시 예정으로 소개됐다. 이후 롯데컬처웍스는 같은 해 6월 29일에 "씨츄"라는 이름과 7월 10일 개시를 발표했다.
극장 운영 (샤롯데씨어터)